# Дулаг 125
Дулаг 125 — лагерь для советских военнопленных на территории города Полоцка в Белоруссии.

## История
Дулаг 125 существовал во время Великой Отечественной войны с июля 1941 года по 27 августа 1944 года. В разное время местом дислокации лагеря были деревня Лососно (5 км западнее Гродно), города Миоры, Полоцк, деревня Синезерки (РСФСР). Большую часть времени Дулаг-125 просуществовал на территории Полоцка (август 1941 — лето 1943).
Существует «Акт от 7 мая 1945 года по установлению и расследованию фактов злодеяний и зверств, совершённых немецко-фашистскими захватчиками и их сообщниками в период временной оккупации г. Полоцка с 15 июля 1941 года по 4 июля 1944 года», составленный специальной следственной комиссией на основании протоколов опроса бывших узников, свидетелей, актов о раскопках массовых захоронений советских военнопленных в урочище Пески. За время существования лагеря в Полоцке в нём было уничтожено около 40 тысяч военнопленных.
В черте современного Полоцка, помимо урочища Пески, места массового уничтожения советских военнослужащих и захваченных партизан расположены на Юбилейной улице (бывшая Артиллерийская), в районе ныне не существующего железнодорожного переезда в Лозовке (ныне — угол улицы Космонавтов и 14-го переулка Космонавтов), а также в посёлках Боровуха-2 и Боровуха-3.
Лагерь подчинялся 403-й и 201-й (с июля 1942) охранным дивизиям. Расформирован 27 августа 1944 года.
Недалеко от урочища, на территории современного микрорайона Громы, немецким командованием был развернут лагерь для гражданского населения. В основном, в него узники поступали из партизанских зон. Они были захвачены карателями в ходе походов против партизан. За все время существования этого лагеря через него прошло около 15000 человек. Большая часть из них была физически уничтожена и захоронена в урочище Пески.

## Память
С 2012 года велись работы по созданию мемориального комплекса «Урочище Пески» в Полоцке. 22 июня 2020 года комплекс был официально открыт.
Это мемориал на территории бывшего пересыльного лагеря для военнопленных «Дулаг-125», который называли «Полоцкой голгофой». В лагере были замучены до смерти, убиты десятки тысяч военнопленных, мирных жителей. Все они, безымянные, захоронены в общих могилах на этом самом поле.
Это скорбное место — неподалёку от Спасо-Евфросиниевского монастыря на возвышенности на левом берегу Полоты. Огромная братская могила.
Тринадцатого октября 1949 г. исполнительный комитет Полоцкого областного Совета депутатов принял решение увековечить память советских воинов и мирных жителей, поставив на месте совершённых фашистами злодеяний памятник «…из естественного камня с мемориальной доской…» погибшим, и с этой целью обратился в правительство Белорусской ССР с просьбой о выделении 150 тысяч рублей для его сооружения. Облисполком обязал исполнительный комитет Полоцкого районного Совета депутатов трудящихся огородить и благоустроить всю территорию, на которой находятся могилы. Однако памятник поставлен не был.
В 1965 г. в СССР праздновалась 20-я годовщина Победы над фашистской Германией. Среди многочисленных мероприятий, приуроченных к этой дате, было установление «Обелиска жертвам фашизма». Разработал проект памятника главный инженер треста «Полоцксельстрой» А. М. Стержанов. Памятник был изготовлен из бетона силами треста № 16 и установлен на ул. Фрунзе возле лесного техникума. Надпись на обелиске гласила, что он сооружен «В память замученных в концлагерях на территории Спасского городка в 1941—1944 гг. свыше 33 тысяч мирных советских граждан и военнопленных». Выбор места размещения обелиска был обусловлен в первую очередь желанием напомнить людям о самом факте массового уничтожения советских граждан (Из книги «Урочище Пески — территория смерти, 1941—1944». Автор — С. П. Копыл).
В 2010 году с инициативой собрать деньги на будущий мемориал выступил Белорусский фонд мира, парламентарии её поддержали. И откликнулись многие, средства собирали всем миром. В сборе средств участвовали работники предприятий и организаций Полоцка, общественных организаций, полочане и жители других городов. Фондом мира были собраны деньги, мемориал включили в госпрограмму по увековечиванию памяти жертв войны — появилось финансирование из бюджета. Внесли свой добровольный посильный вклад и работники открытого акционерного общества «Полоцк-Стекловолокно». Мемориал возведён. В настоящее время здесь стоит часовня, на Стене памяти — фамилии погибших, которые удалось установить, а также символы различных конфессий и религий — православия, католицизма, иудаизма и ислама.
Территория комплекса «Урочище Пески» несколько возвышается над окружающей местностью и занимает без малого гектар. По периметру установлена ограда, стилизованная под череду невысоких крестов с удлинённой горизонтальной перекладиной.
Основной вход оформлен массивным крестообразным порталом цвета красного гранита. Слева расположена белоснежная часовня, лёгкие обводы которой перекликаются с куполами храмов Спасо-Евфросиниевского монастыря, расположенного неподалёку. Справа простирается зона братских могил.
Широкая прямая дорога с обозначенными на ней памятными датами «1941», «1942», «1943», «1944» ведёт от главного портала к горизонтальной стеле из тёмно-серого полированного гранита. В её центре значится: «НА ЭТОМ МЕСТЕ ПОКОЯТСЯ / ОСТАНКИ БОЛЕЕ 40 000 / ВОЕННОПЛЕННЫХ КРАСНОЙ АРМИИ, / ПОДПОЛЬЩИКОВ, ПАРТИЗАН /И МИРНЫХ ГРАЖДАН, / УНИЧТОЖЕННЫХ / НЕМЕЦКО-ФАШИСТСКИМИ / ЗАХВАТЧИКАМИ / 1941 – 1944 гг.». Ниже размещены конфессиональные символы четырёх религий — православной, иудейской, католической, мусульманской. Слева и справа размещены чёрные мемориальные доски с именами погибших, которые удалось установить.